# Podszkle (województwo małopolskie)
Podszkle, Podszkle Bukowina (węg. Bukovinapodszkle) – wieś w Polsce położona w województwie małopolskim, w powiecie nowotarskim, w gminie Czarny Dunajec. W latach 1975–1998 miejscowość administracyjnie należała do województwa nowosądeckiego.

## Położenie
Podszkle znajduje się w Beskidzie Orawsko-Podhalańskim będącym jednym z pasm Beskidu Żywieckiego. Zabudowania i pola miejscowości zajmują dolinę potoku Bukowiński Strumyk znajdującego się w zlewisku Morza Czarnego (dorzecze Orawy), oraz zbocza wznoszących się nad nim grzbietów; z jednej strony jest to Wielki Dział i Bukowiński Wierch, z drugiej strony Pająków Wierch.

## Historia
Jest to jedna z najstarszych wsi orawskich, lokowana ok. 1580 roku. Malowniczo usadowiona na beskidzkich wzgórzach. Rolę osadźcy spełniła tu drobna szlachta.
Podanie mówi o szklarzu, który dawno, dawno temu wędrował ze swym warsztatem na plecach. Kiedy się potknął w miejscu, gdzie jeszcze nie było wioski, a szkło rozprysło się z brzękiem – w rozpaczy ponoć krzyknął: – To po szkle!... Płynące z beskidzkich wzgórz potoki Orawka i Bukowiński Strumyk łączą się tu w rzekę Orawa. W centrum wsi króluje murowany kościół z końca XVIII wieku, pod wezwaniem św. Rozalii. Mieszkańcy Podszkla tradycyjnie trudnią się rolnictwem i ciesielką. Niektóre rodziny przyjmowały w swoich domostwach letników jeszcze przed wojną. Grzybiarzy wabią tutejsze lasy. Z Podszkla najbliżej do Bukowińskiego Wierchu zwanego Pępkiem Świata, bo widać stąd 14 pasm górskich.
Od czasu swego powstania, aż do roku 1918 wieś była w granicach Królestwa Węgier. Była jednak zamieszkiwana przez ludność polską. 
Po I wojnie światowej, 5 listopada 1918 r., wieś została przyłączona do Polski. 28 listopada 1918 r. Dekretem Tymczasowego Naczelnika Państwa Józefa Piłsudskiego, przyjętym przez rząd ludowy Jędrzeja Moraczewskiego zarządzone zostały tu wybory powszechne do Sejmu Ustawodawczego na dzień 26 stycznia 1919 r. Przynależność do Polski potwierdziło 31 grudnia 1918 r. polsko-czechosłowackie porozumienie zawarte w Chyżnem wyznaczające przebieg tymczasowej granicy wprost od Babiej Góry do Tatr. Jednakże 13 stycznia 1919 r. na skutek sfingowanego rozkazu naczelnego wodza Sił Sprzymierzonych gen. Ferdynanda Focha, Wojsko Polskie otrzymało nakaz wycofania się z tego terenu i w jego miejsce wkroczyło wojsko czechosłowackie. 27 września 1919 r. Rada Ambasadorów zapowiedziała przeprowadzenie tu plebiscytu, i wiosną 1920 r. teren plebiscytowy (całość Górnej Orawy) znalazł się pod kontrolą Międzysojuszniczej Komisji Rządzącej i Plebiscytowej, ale do plebiscytu nie doszło. Decyzją Rady Ambasadorów z 28 lipca 1920 r. wieś powróciła w granice państwa polskiego.
Od 21 listopada 1939 r. do początku 1945 była okupowana przez Słowację

## Kultura
We wsi jest używana gwara orawska, zaliczana przez polskich językoznawców jako gwara dialektu małopolskiego języka polskiego, przez słowackich zaś jako gwara przejściowa polsko-słowacka.